# ASP.NET MVC
 Az ASP.NET MVC a Microsoft által fejlesztett, megszűnt webes keretrendszer, amely  modell-nézet-vezérlő (MVC) mintát használ. Egy nyílt forráskódú szoftver a .NET Web Forms elem kivételével, amely védett. 
Az ASP.NET Core azóta megjelent, amely egyesítette az ASP.NET-et, ASP.NET MVC-t, ASP.NET Web API-t és ASP.NET weboldalakat (egy csak Razor oldalakat használó platform). Az MVC 6 fejlesztését a Core miatt abbahagyták, és nem fog megjelenni. Jelenlegi tervek szerint a Core következő verziója „.NET 5”-ként fog megjelenni.

## Háttér
Az ASP.NET alapján készült, ASP.NET MVC lehetővé teszi a szoftverfejlesztők számára, hogy webes alkalmazásokat készítsenek három összetevővel: Modell (Model), Nézet (View) és Vezérlő (Controller). Az MVC modell három logikai réteggel határozza meg a webes alkalmazásokat: 
- Modell (üzleti réteg)
- Nézet (megjelenítő réteg)
- Vezérlő (bemeneti vezérlés)

A modell az alkalmazás egy bizonyos állapotát tartalmazza. A vezérlő kezeli az interakciókat és frissíti a modellt, hogy tükrözze az alkalmazás állapotának változásait, majd továbbítja az információkat a nézethez. A nézet elfogadja a szükséges információkat a vezérlőtől, és megjeleníti azokat egy felhasználói felületen. 
2009 áprilisában kiadták ASP.NET MVC forráskódját a Microsoft Public License (MS-PL) feltételei alapján.
"ASP.NET MVC keretrendszer egy kisméretű,  magas szinten tesztelhető prezentációs keretrendszer, amely a meglévő ASP.NET szolgáltatásokkal integrálva van. Ilyen integrált szolgáltatások például a mesteroldalak és a tagságon alapuló hitelesítés. Az MVC keretetrendszer a System.Web.Mvc assemblyben található meg." 
Az ASP.NET MVC keretrendszer összecsatolja a modelleket, nézeteket és vezérlőket interfészen alapuló szerződések felhasználásával, ezáltal lehetővé teszi az egyes elemek független tesztelését.

### Apache License 2.0 kiadás
Scott Guthrie 2012 márciusában blogjában bejelentette, hogy a Microsoft kiadta web stackjének egy részét (beleértve az ASP.NET MVC-t, Razor-t és Web API-t) nyílt forráskódú licenc (Apache License 2.0) alapján.
Guthrie azt írta: "Ezzel egy nyitottabb fejlesztési modell fog létre jönni, amiben a közösség minden tagja részt vehet, és visszajelzést nyújthat a kód-ellenőrzésekről, a hibajavításokról, az új funkciók fejlesztéséről, valamint a termékeket napi rendszerességgel fordíthatják és tesztelhetik a forráskód legfrissebb verzióját használva."

## Kiadási előzmények
| Dátum               | Változat                        |
| ------------------- | ------------------------------- |
| 2007. december 10   | ASP.NET MVC CTP                 |
| 2009. március 13    | ASP.NET MVC 1.0                 |
| 2009. december 16   | ASP.NET MVC 2 RC                |
| 2010. február 4     | ASP.NET MVC 2 RC 2              |
| 2010. március 10    | ASP.NET MVC 2                   |
| 2010. október 6     | ASP.NET MVC Beta                |
| 2010. november 9    | ASP.NET MVC RC                  |
| 2010. december 10   | ASP.NET MVC 3 RC 2              |
| 2011. január 13     | ASP.NET MVC 3                   |
| 2011. szeptember 20 | ASP.NET MVC 4 Developer Preview |
| 2012. február 15    | ASP.NET MVC4 Beta               |
| 2012. május 31      | ASP.NET MVC 4 RC                |
| 2012. augusztus 15  | ASP.NET MVC 4                   |
| 2013. május 30      | ASP.NET MVC 4 4.0.30506.0       |
| 2013. június 26     | ASP.NET MVC 5 Preview           |
| 2013. augusztus 23  | ASP.NET MVC 5 RC 1              |
| 2013. október 17    | ASP.NET MVC 5                   |
| 2014. január 17     | ASP.NET MVC 5.1                 |
| 2014. február 10    | ASP.NET MVC 5.1.1               |
| 2014. április 4     | ASP.NET MVC 5.1.2               |
| 2014. június 22     | ASP.NET MVC 5.1.3               |
| 2014. július 1      | ASP.NET MVC 5.2.0               |
| 2014. augusztus 28  | ASP.NET MVC 5.2.2               |
| 2015. február 9     | ASP.NET MVC 5.2.3               |
| 2018. február 12    | ASP.NET MVC 5.2.4               |
| 2018. május 2       | ASP.NET MVC 5.2.5               |
| 2018. május 11      | ASP.NET MVC 5.2.6               |
| 2018. november 29   | ASP.NET MVC 5.2.7               |

| Dátum               | Változat                   |
| ------------------- | -------------------------- |
| 2016. május 17      | ASP.NET Core MVC 1.0.0-rc2 |
| 2016. augusztus 12  | ASP.NET Core MVC 1.0.0     |
| 2016. augusztus 17  | ASP.NET Core MVC 1.0.1     |
| 2016. november 17   | ASP.NET Core MVC1.0.2      |
| 2017. március 6     | ASP.NET Core MVC 1.0.3     |
| 2017. május 9       | ASP.NET Core MVC 1.0.4     |
| 2017. szeptember 20 | ASP.NET Core MVC 1.0.5     |
| 2016. november 14   | ASP.NET Core MVC 1.0.6     |
| 2016. november 16   | ASP.NET Core MVC 1.1.0     |
| 2017. január 27     | ASP.NET Core MVC 1.1.1     |
| 2017. március 6     | ASP.NET Core MVC 1.1.2     |
| 2017. május 9       | ASP.NET Core MVC 1.1.3     |
| 2017. szeptember 20 | ASP.NET Core MVC 1.1.4     |
| 2017. november 14   | ASP.NET Core MVC 1.1.5     |
| 2017. december 12   | ASP.NET Core MVC 1.1.6     |
| 2018. március 13    | ASP.NET Core MVC 1.1.7     |
| 2017. augusztus 11  | ASP.NET Core MVC 2.0.0     |
| 2017. november 14   | ASP.NET Core MVC 2.0.1     |
| 2018. január 9      | ASP.NET Core MVC 2.0.2     |
| 2018. március 13    | ASP.NET Core MVC 2.0.3     |
| 2018. május 30      | ASP.NET Core MVC 2.1.0     |
| 2018. június 18     | ASP.NET Core MVC 2.1.1     |
| 2018. december 4    | ASP.NET Core MVC 2.2.0     |
| 2019. szeptember 29 | ASP.NET Core MVC 3.0.0     |
| 2019. december 3    | ASP.NET Core MVC 3.1.0     |
| 2020. január 14     | ASP.NET Core MVC 3.1.1     |

## Nézetmotorok
A nézetmotorok mind a ASP.NET MVC 3 és MVC 4-ben a Razor és a Web Forms. Mindkét motor az MVC 3 keretrendszer része. Alapértelmezés szerint az MVC keretrendszer nézet motorja a Razor .cshtml és .vbhtml  fájlokat vagy a Web Forms .aspx oldalakat használ a felhasználói felület oldalainak elrendezésének megtervezéséhez. De lehetséges más motorok alkalmazása. Ezenkívül az alapértelmezett ASP.NET Web Forms utólagos modell helyet, az interakciókat a vezérlők irányítják az ASP.NET Routing mechanizmus segítségével. A nézeteket különféle URL-ekkel lehet elérni.
Egyéb motorok: 
- Az MVCContrib könyvtár 8 alternatív motort tartalmaz. Brail, NDjango, NHaml, NVelocity, SharpTiles, Spark, StringTemplate és XSLT.[37]
- A StringTemplate View Engine a Java sablonmotor, a StringTemplate NET-portja.[38]
- A Spark az ASP.NET MVC (és a Castle Project MonoRail) keretrendszerhez készült nézet motor.[39]
- Az NDjango a Django webes keretének sablon nyelve portja .NET-ba. F#-ban van írva, és rendelkezik Visual Studio extensionnal és teljes Intellisense támogatással rendelkezik.[40]
- Naked Objects for .NET az egy csopasz objektumok mintájának megvalósítása ASP.NET MVC segítségével.

## Külső linkek
- Hivatalos weboldal
- NET MVC Team programmenedzser Blogja
- NET MVC mély merülés Scott Hanselmannel

## Fordítás
- Ez a szócikk részben vagy egészben  az   ASP.NET MVC című angol Wikipédia-szócikk ezen változatának fordításán alapul.  Az eredeti cikk szerkesztőit annak laptörténete sorolja fel. Ez a jelzés csupán a megfogalmazás eredetét és a szerzői jogokat jelzi, nem szolgál a cikkben szereplő információk forrásmegjelöléseként.